# Kuusistonsaaret
Kuusistonsaaret är en ö i Finland. Den ligger i vattendraget Lestijoki och i kommunen Kannus och landskapet Mellersta Österbotten, i den centrala delen av landet, 400 km norr om huvudstaden Helsingfors. Öns area är 0,8 hektar och dess största längd är 140 meter i sydöst-nordvästlig riktning.